# 安中藩
安中藩（あんなかはん）は、上野国に存在した藩。藩庁は安中城（現在の群馬県安中市安中3丁目）。江戸時代を通じて中山道碓氷関所を管轄し、加えて三国街道杢ヶ橋関所を担当した時期もあった。

## 藩史
天正18年（1590年）に徳川家康が関東に入封した際、安中を含む碓氷郡を領有したのは箕輪城（のち高崎城に移る）で12万石を与えられた徳川四天王の一人・井伊直政であったと考えられている。関ヶ原の戦い後に直政は近江国佐和山城を与えられ18万石を領したが慶長7年（1602年）に死去した。その後、家督は長男の直継が継いでいた。ところが直継は生来から病弱なため将器に欠ける人物で、どちらかというと弟の直孝のほうが父の才能を濃く受け継いでいた良将であった。大坂の陣において出陣を命じられたのも直孝であり、直継は領地安中に赴いて牧・碓氷の関所を警固した。元和元年（1615年）2月、直継は直勝と名を改め、幕命により彦根藩主の座を廃されて分知された安中藩3万石の藩主に任じられた。そして代わりに直孝が彦根藩の家督を継ぐこととなった。これが安中藩の立藩である。なお、直勝は彦根藩2代藩主であった履歴も抹消された。
直勝は田畑となっていた安中城の普請を行い、城下町建設に尽力した。寛永9年（1632年）12月15日、直勝は家督を子の直好に譲って隠居した。直好は正保2年（1645年）6月、三河国西尾藩に移され、代わって三河国新城藩から水野元綱が2万石で入った。元綱は寛文3年（1663年）3月、領内に検地を実施して藩政の基礎を固めた。翌年10月26日、元綱は家督を子の元知に譲って隠居した。しかし元知はその妻（岡崎藩主水野忠善の娘）への傷害事件を起こしたため、寛文7年（1667年）5月28日に改易され信濃国松本藩預かりの身となった。
同年6月8日、下総国守谷から堀田正俊が2万石で入る。正俊は延宝6年（1678年）に5千石の加増、延宝7年（1679年）7月に老中に昇進したためさらに1万5千石の加増を受けて4万石の大名となった。その後、徳川綱吉の将軍擁立に貢献した功績から、天和元年（1681年）2月、正俊は下総古河藩13万石に加増移封となった。
同年5月21日、下野国都賀郡内から板倉重形が1万5000石で入った。重形は貞享3年（1686年）7月26日に死去し、跡を重同が同年9月25日に継いだ。重同は元禄15年（1702年）7月に陸奥泉藩に移され、入れ替わりで内藤政森が2万石で入った。この政森の代である享保12年（1727年）4月、碓氷郡のうち21か村の農民による年貢減免一揆が発生し、藩側が小物成の減免などを認めることとなった。この一揆において下増田村の潮藤左衛門が処刑されたとの伝承があり、義民として顕彰されている。第3代藩主・政苗の代である寛延2年（1749年）2月、三河国挙母藩に移され、代わって遠江国相良藩から板倉重同の子の勝清が2万石で入った。
勝清は明和4年（1767年）7月、西の丸老中となったため、1万石を加増された（明和6年（1769年）には老中）。板倉家の歴代藩主には学問に秀でた人物が多く、第4代藩主・勝尚の代である文化5年（1808年）3月、藩校・造士館が創設された。第5代藩主・勝明は学者藩主と称され、「西征起行」や「東還紀行」など多くの著作を残し、藩内の学問奨励にも尽力した。しかし安中藩では天明の大飢饉などから次第に財政難と領内荒廃が深刻化した。幕末期には和宮降嫁のために中山道の守備を務めた。「偽官軍事件」として有名な赤報隊事件はこの安中で起こっている。
明治4年（1871年）の廃藩置県で、安中藩は廃藩となって安中県、同年10月に群馬県に編入され、藩主板倉家は子爵を授かった。ただし廃藩後の板倉家では、最後の藩主であった板倉勝殷が明治5年（1872年）に一旦隠居するも翌明治6年（1873年）に当主を再襲、しかしわずか2週間足らずで死去し、その後も10年以上にわたって当主の交代が相次いだ（詳細は板倉勝殷#晩年から死後の家督相続を参照）。華族令が施行された明治17年（1884年）当時の板倉家は女戸主（勝殷の娘・花子）であったため叙爵を受けず、最後の川越藩主であった松平康載（先代の実子に家督を譲って旧川越藩主家を離れていた）が花子の婿となって板倉勝観と名乗り板倉家を継ぐことで明治19年（1886年）に叙爵を受けた。
藩士の住居として、安中市安中3丁目に安中藩郡奉行役宅と武家長屋が現存し、いずれも安中市の重要文化財に指定され、江戸時代の姿に復元されて公開されている。専門家の検証がなされていないが、遺構として城の東に位置する熊野神社1箇所、および市内某家に都合2箇所に城門が移築され、また市内某家に武器庫が払い下げられている。
安中藩出身の有名人としては、京都市に同志社英学校（現在の同志社大学）を創設した新島襄がいる。

## 歴代藩主

### 井伊家
3万石。譜代。
1. 直勝
2. 直好

### 水野家
2万石。譜代。
1. 元綱
2. 元知

### 堀田家
2万石→4万石。譜代。
1. 正俊

### 板倉家
1万5000石。譜代。
1. 重形
2. 重同

### 内藤家
2万石。譜代。
1. 政森
2. 政里
3. 政苗

### 板倉家
2万石→3万石。譜代。
1. 勝清
2. 勝暁
3. 勝意
4. 勝尚
5. 勝明
6. 勝殷

## 幕末の領地
- 上野
  - 群馬郡のうち - 6村
  - 碓氷郡のうち - 34村
- 下総
  - 香取郡のうち - 9村
  - 匝瑳郡のうち - 10村
  - 海上郡のうち - 4村

## 記念
安政2年（1855年）に安中藩で行われた安政遠足を元にしたマラソン大会「安政遠足 侍マラソン」が昭和50年（1975年）から毎年行われている。